# Crazy Collection
Crazy Collection — популярная серия пиратских сборников компьютерных игр, издававшаяся в СНГ в начале 1990-х годов. Это был самый первый пиратский сборник на CD-ROM дисках, до этого сборника никто не создавал коллекции программ на дисках. Первые диски записывались вручную на 1-й скорости на первом в СНГ пишущем устройстве от компании Philips. В серии были выпущены практически все выходившие в то время популярные игры. Намного позже стали появляться другие сборники типа "лучшие игры для IBM PC" и Classic Fond. Однако данный сборник, в отличие от большинства сборников тех лет, имел свою графическую оболочку (использовавшую VESA-режим), и выходили обновления к предыдущим выпускам. В ряде случаев к играм прикладывались неофициальные документы (коды, прохождения, подсказки и др.).